# برتینک
برتینک (به لاتین: Beretinec) یک منطقهٔ مسکونی در کرواسی است که در شهرستان واراژدین واقع شده‌است. برتینک ۱۲٫۴ کیلومتر مربع مساحت و ۲٬۱۷۶ نفر جمعیت دارد.